# Rhaphium gibsoni
Rhaphium gibsoni är en tvåvingeart som beskrevs av Charles Howard Curran 1926. Rhaphium gibsoni ingår i släktet Rhaphium och familjen styltflugor. Inga underarter finns listade i Catalogue of Life.